# Aleksandra Maurer
Aleksandra Maurer (ur. 13 września 1950 w Starym Sączu) – polska filolog romańska, pieśniarka, dziennikarka, od 1971 roku artystka kabaretu „Piwnica pod Baranami”.

## Życiorys
Bardzo wcześnie rozpoczęła naukę gry na skrzypcach, a także na fortepianie i gitarze. W szkole średniej prowadziła kwartet wokalny i występowała w Zespole Pieśni i Tańca Lachy. Została laureatką XIII Studenckiego Festiwalu Piosenki w Krakowie. Występowała w studenckim Variété i w zespole prowadzonym przez Krzysztofa Maternę i Marka Pacułę. Wystąpiła w wielu programach telewizyjnych, takich jak: Spotkanie z Balladą, Telewizyjny Ekran Młodych, Ballady z krakowskich podwórek, czy Wieczór bez gwiazdy oraz nagrała trzy telewizyjne recitale. Wielkim sukcesem artystki był jej występ na Warszawskiej Jesieni Młodych, gdzie wykonała piosenkę Joanny Wnuk-Nazarowej pt. Lady Makbet. W 1976 roku koncertowała wraz z Markiem Grechutą i grupą Anawa w ZSRR (m.in. Irkuck, Chabarowsk).  W Piwnicy pod Baranami śpiewa poetyckie piosenki napisane specjalnie dla niej przez takich kompozytorów jak: Leszek Długosz, Marek Grechuta, Adrian Konarski, Zbigniew Preisner, Stanisław Radwan, Grzegorz Turnau, Andrzej Zarycki. Nagrywała muzykę filmową skomponowaną przez Zygmunta Koniecznego, Jana Kantego Pawluśkiewicza i Jacka Ostaszewskiego. W 1978 roku zdała eksternistyczny egzamin Ministerstwa Kultury i Sztuki uprawniający do uprawiania zawodu pieśniarki estradowej. W cyklu Polskiego Radia pt Artyści Piwnicy pod Baranami ukazała się jej autorska płyta pt. W hołdzie Miastu K. – Stóp paryskich 669. Obok wielkich przebojów z jej bogatego repertuaru (np. Szewczyk) prezentuje na płycie muzykę kompozytorów francuskich. Powstał też program złożony z przetłumaczonych na język francuski wierszy dla dzieci (m.in.: Kaczka dziwaczka, Lokomotywa) z muzyką Andrzeja Zaryckiego. 

## Dyskografia
- 1991: Grzegorz Turnau Naprawdę nie dzieje się nic
- 2002: Ola Maurer W hołdzie Miastu K. – Stóp paryskich 669